# IC 2463
IC 2463 је галаксија у сазвјежђу Лав која се налази на листи објеката дубоког неба у Индекс каталогу.
Деклинација објекта је + 22° 37' 9" а ректасцензија 9h 23m 0,2s. Привидна величина (магнитуда) објекта IC 2463 износи 14,5 а фотографска магнитуда 15,5. IC 2463 је још познат и под ознакама CGCG 121-66, NPM1G +22.0237, PGC 26557.